# Карпантра
Карпантра́ (фр. Carpentras) — місто та муніципалітет у Франції, у регіоні Прованс — Альпи — Лазурний Берег, департамент Воклюз. Населення — 30 769 осіб (01.01.2021).
Муніципалітет розташований на відстані близько 580 км на південь від Парижа, 90 км на північ від Марселя, 22 км на північний схід від Авіньйона.
У місті розташована знаменита Бібліотека Енгембертіна.

## Демографія
Динаміка населення (Cassini і INSEE ):
Розподіл населення за віком та статтю (2006):
| Стать | Всього | До 15 років | 15-24 | 25-44 | 45-64 | 65-85 | Понад 85 |
| --- | ------ | ----------- | ----- | ----- | ----- | ----- | -------- |
| Чоловіки | 12 856 | 2792        | 1780  | 3152  | 3188  | 1759  | 185      |
| Жінки | 14 612 | 2506        | 1851  | 3481  | 3499  | 2718  | 557      |
| \| Статево-вікова піраміда \| Статево-вікова піраміда \| Статево-вікова піраміда \| \| ----------------------- \| ----------------------- \| ----------------------- \| \| Чоловіки \| Вік \| Жінки \| \| 185 \| 85 + \| 557 \| \| 310 \| 80-84 \| 648 \| \| 466 \| 75-79 \| 718 \| \| 524 \| 70-74 \| 762 \| \| 459 \| 65-69 \| 590 \| \| 724 \| 60-64 \| 729 \| \| 897 \| 55-59 \| 845 \| \| 801 \| 50-54 \| 960 \| \| 766 \| 45-49 \| 965 \| \| 744 \| 40-44 \| 948 \| \| 780 \| 35-39 \| 868 \| \| 816 \| 30-34 \| 855 \| \| 812 \| 25-29 \| 810 \| \| 761 \| 20-24 \| 753 \| \| 1019 \| 15-20 \| 1098 \| \| 933 \| 10-14 \| 834 \| \| 890 \| 5-9 \| 823 \| \| 969 \| 0-4 \| 849 \| |        |             |       |       |       |       |          |
| Статево-вікова піраміда |        |             |       |       |       |       |          |
| Чоловіки | Вік    | Жінки       |       |       |       |       |          |
| 185 | 85 +   | 557         |       |       |       |       |          |
| 310 | 80-84  | 648         |       |       |       |       |          |
| 466 | 75-79  | 718         |       |       |       |       |          |
| 524 | 70-74  | 762         |       |       |       |       |          |
| 459 | 65-69  | 590         |       |       |       |       |          |
| 724 | 60-64  | 729         |       |       |       |       |          |
| 897 | 55-59  | 845         |       |       |       |       |          |
| 801 | 50-54  | 960         |       |       |       |       |          |
| 766 | 45-49  | 965         |       |       |       |       |          |
| 744 | 40-44  | 948         |       |       |       |       |          |
| 780 | 35-39  | 868         |       |       |       |       |          |
| 816 | 30-34  | 855         |       |       |       |       |          |
| 812 | 25-29  | 810         |       |       |       |       |          |
| 761 | 20-24  | 753         |       |       |       |       |          |
| 1019 | 15-20  | 1098        |       |       |       |       |          |
| 933 | 10-14  | 834         |       |       |       |       |          |
| 890 | 5-9    | 823         |       |       |       |       |          |
| 969 | 0-4    | 849         |       |       |       |       |          |

## Економіка
2010 року серед 18 185 осіб працездатного віку (15—64 років) 12 427 були активними, 5758 — неактивними (показник активності 68,3%, у 1999 році було 66,5%). З 12 427 активних мешканців працювала 10 081 особа (5423 чоловіки та 4658 жінок), безробітними було 2346 (1100 чоловіків та 1246 жінок). Серед 5758 неактивних 1734 особи були учнями чи студентами, 1417 — пенсіонерами, 2607 були неактивними з інших причин.

У 2010 році в муніципалітеті числилось 12177 оподаткованих домогосподарств, у яких проживали 29292,5 особи, медіана доходів виносила 14 016 євро на одного особоспоживача

## Галерея зображень

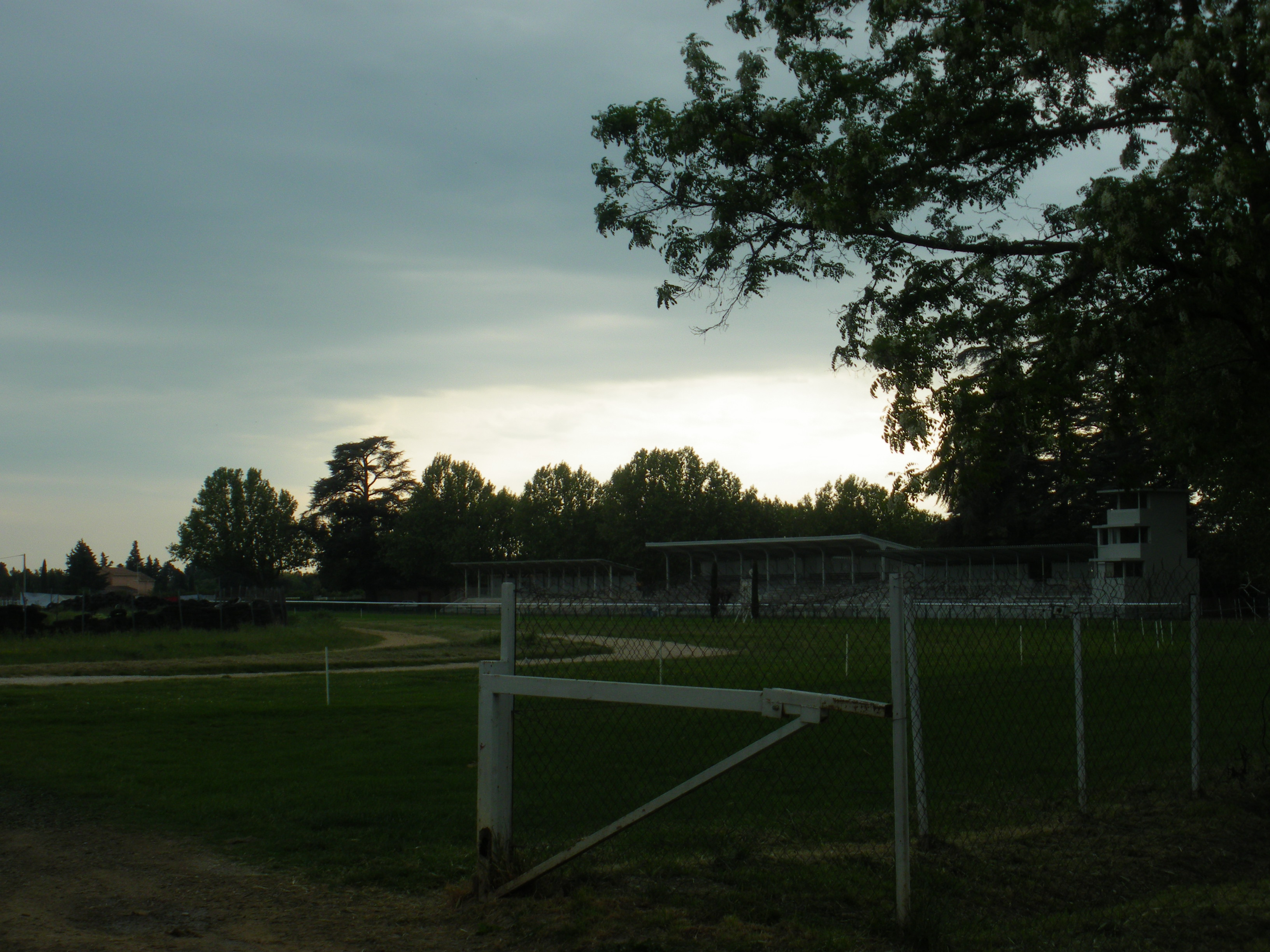
Трибуни іподрому
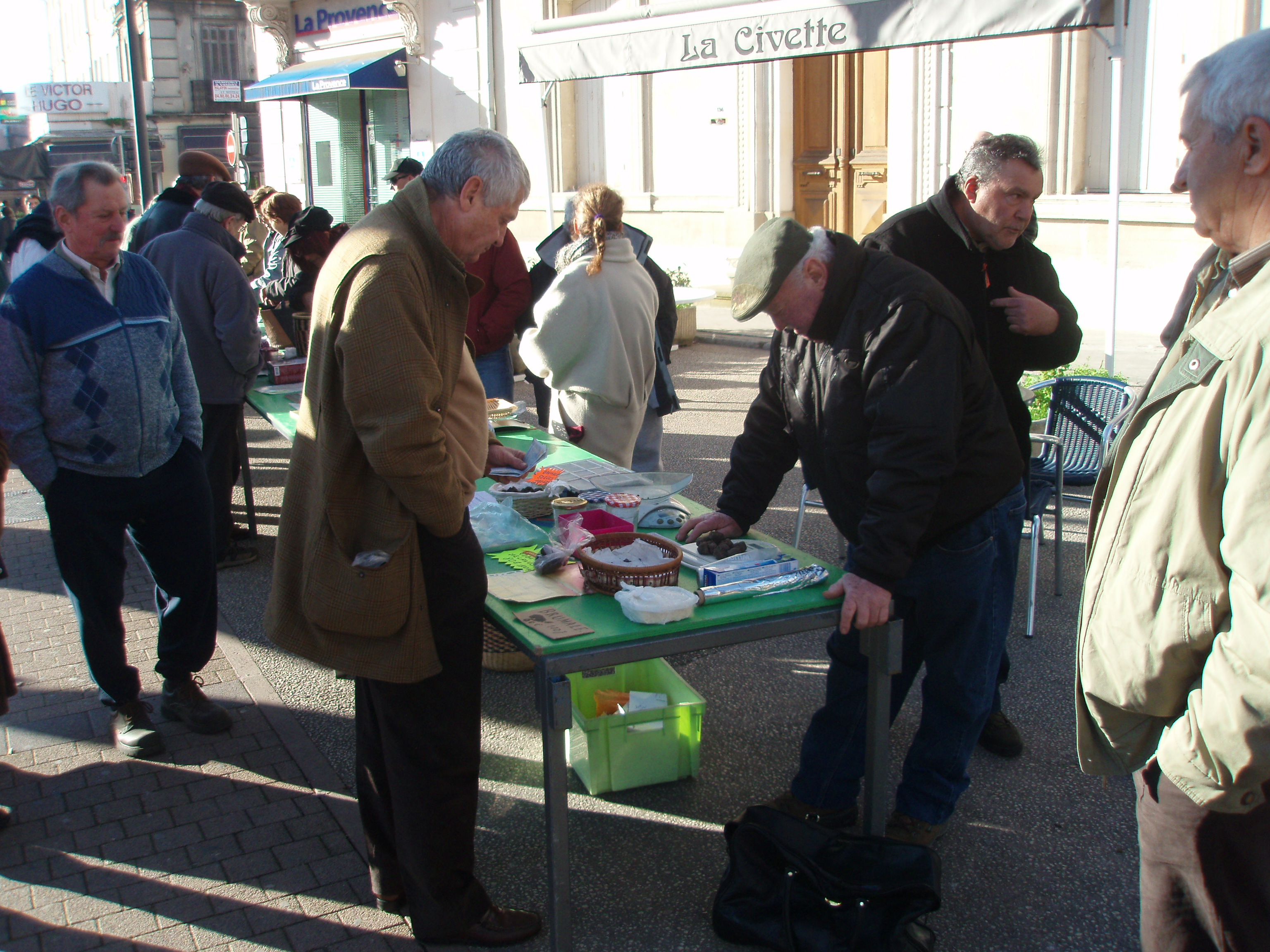
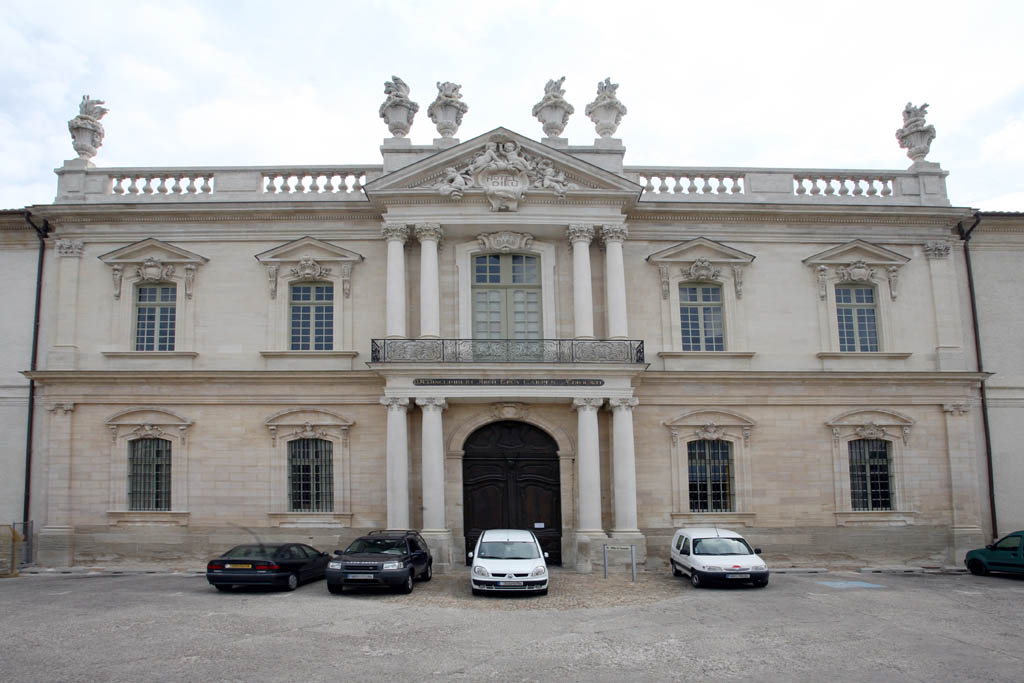
Готель
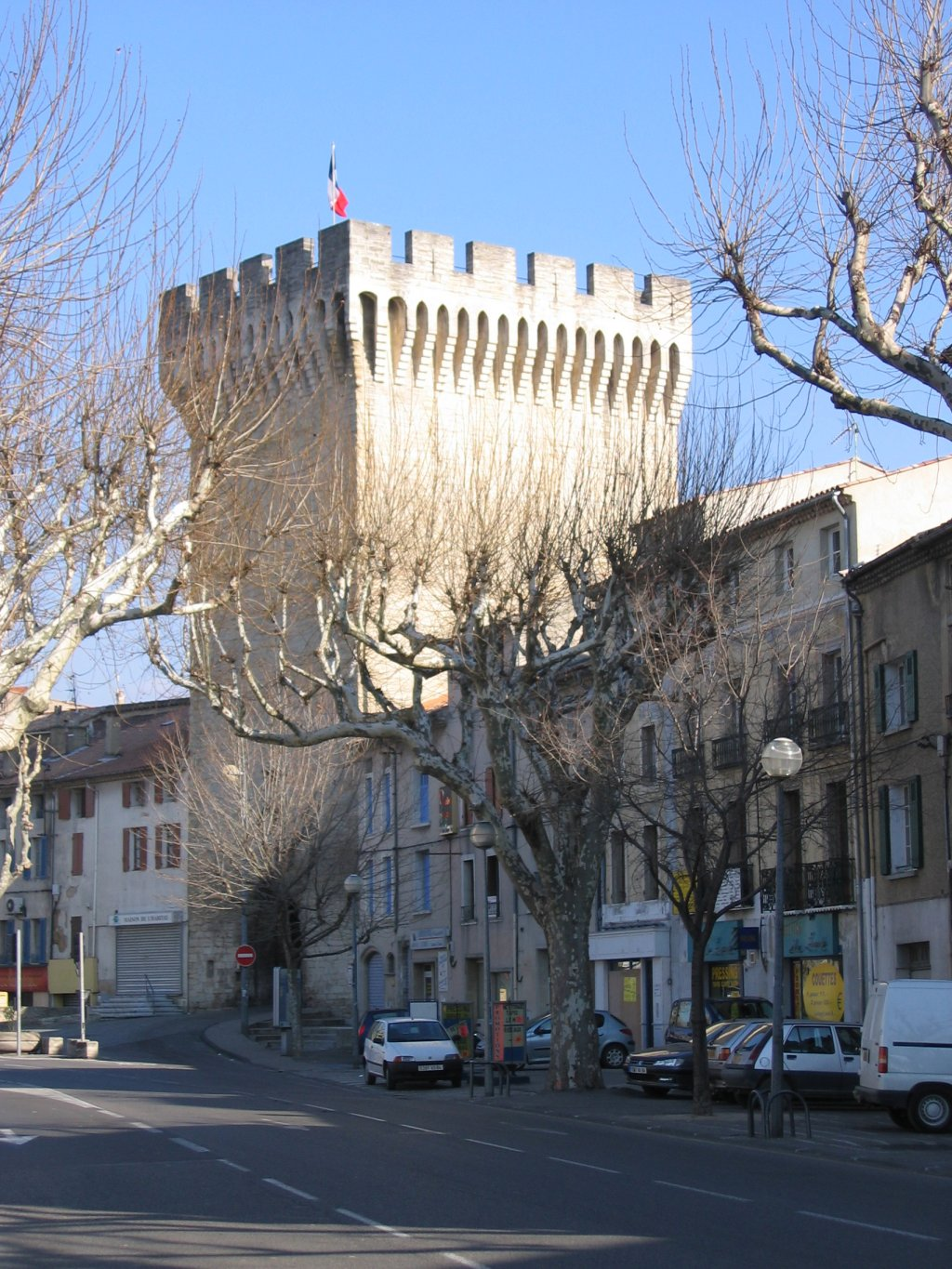
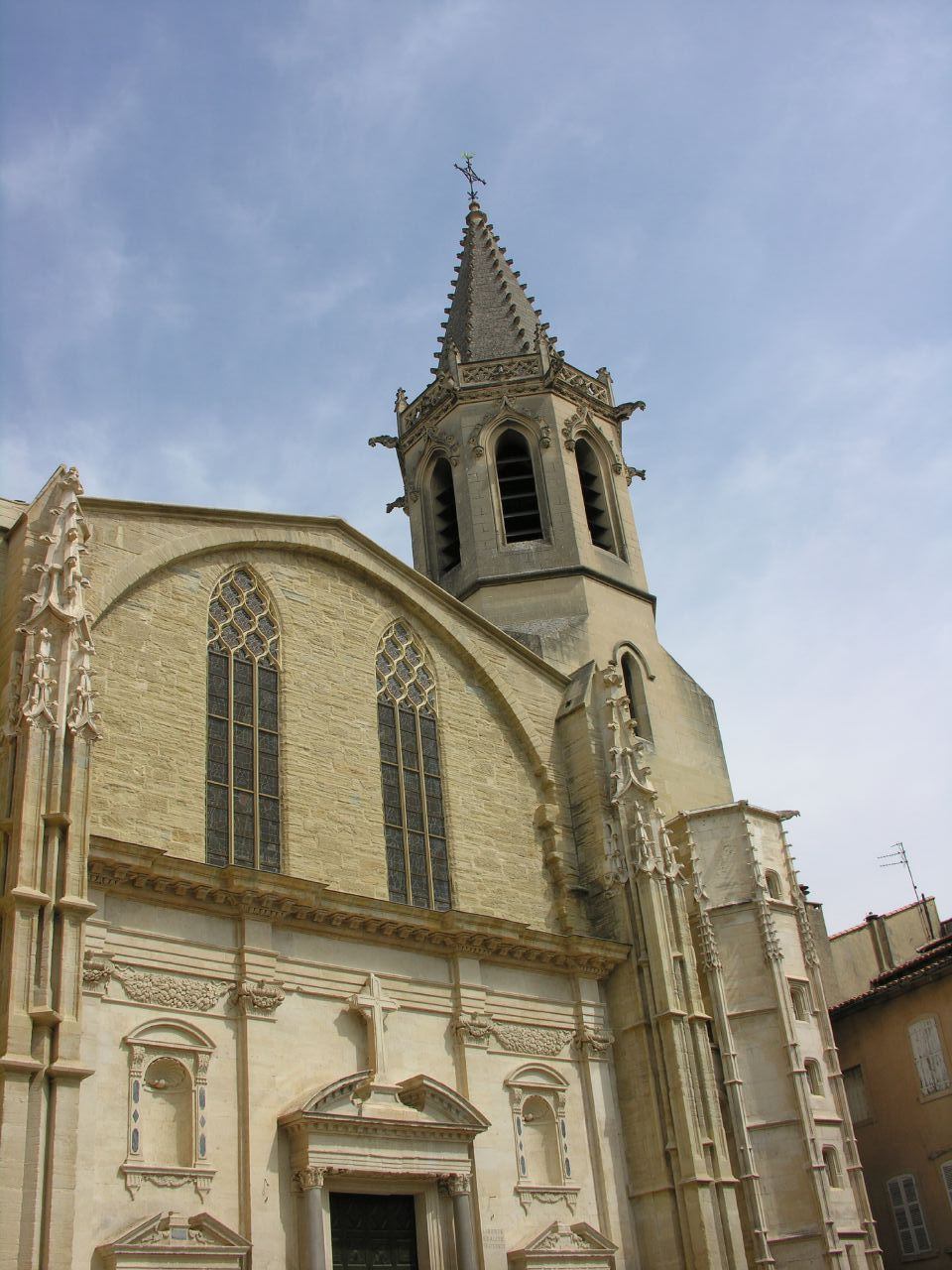
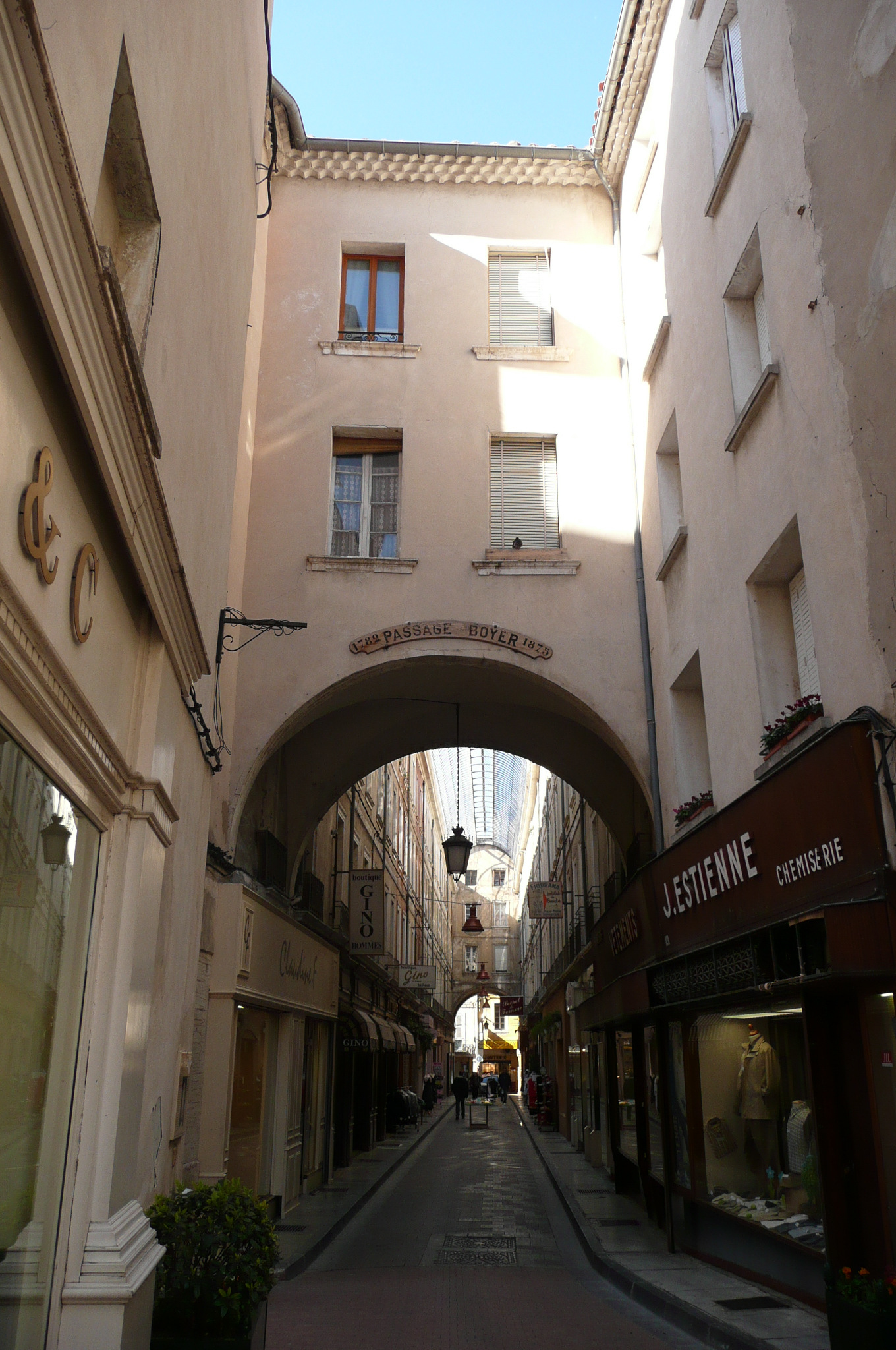

## Відомі мешканці
Наприкінці XIII століття у Карпантрі жив французький поет гебрейського походження, Авраам Малакі. Йому приписують вступ до «Азгароту» Ібн-Гебіроля.